# NGC 2354
NGC 2354 је расејано звездано јато у сазвежђу Велики пас које се налази на NGC листи објеката дубоког неба.
Деклинација објекта је - 25° 41' 24" а ректасцензија 7h 14m 10,0s. Привидна величина (магнитуда) објекта NGC 2354 износи 6,5. NGC 2354 је још познат и под ознакама OCL 639, ESO 492-SC6.